# Mars Polar Lander
Mars Polar Lander, còn được gọi là Mars Surveyor '98 Lander, là một robot tàu vũ trụ hạ cánh nặng 290 kg do NASA phóng lên vào ngày 3 tháng 1 năm 1999 để nghiên cứu đất và khí hậu của Planum Australe, một vùng gần cực nam trên sao Hỏa. Nó tạo thành một phần của Chương trình Mars Surveyor '98. Tuy nhiên, vào ngày 3 tháng 12 năm 1999, sau khi giai đoạn hạ cánh được dự kiến sẽ hoàn tất, tàu đổ bộ đã thất bại trong việc thiết lập lại liên lạc với Trái đất. Một phân tích sau đó đã xác định nguyên nhân có khả năng nhất của sự cố là do chấm dứt sớm động cơ bắn trước khi tàu đổ bộ chạm vào bề mặt, khiến nó va đập với bề mặt hành tinh với vận tốc cao.

## Bối cảnh nhiệm vụ

### Lịch sử
Là một phần của nhiệm vụ Mars Surveyor '98, một tàu đổ bộ đã được thiết lập như một cách để thu thập dữ liệu khí hậu từ mặt đất kết hợp với một quỹ đạo. NASA nghi ngờ rằng một lượng lớn nước đóng băng có thể tồn tại dưới một lớp bụi mỏng ở cực nam. Trong kế hoạch Mars Polar Lander, hàm lượng nước tiềm năng ở cực nam sao Hỏa là yếu tố quyết định mạnh nhất để chọn địa điểm hạ cánh. Một đĩa CD-ROM chứa tên của một triệu trẻ em từ khắp nơi trên thế giới đã được đặt trên tàu vũ trụ như một phần của chương trình "Gửi tên bạn lên sao Hỏa" được thiết kế để khuyến khích sự quan tâm đến chương trình không gian ở trẻ em.

### Tàu thăm dò Deep Space 2
Mars Polar Lander mang theo hai tàu thăm dò va chạm nhỏ, giống hệt nhau được gọi là "Deep Space 2 A và B". Các đầu dò được dự định để va chạm vào bề mặt sao Hỏa với một tốc độ cao vào khoảng 73°N 210°T / 73°N 210°T để xâm nhập vào đất sao Hỏa và nghiên cứu thành phần dưới bề mặt sâu tới một mét. Tuy nhiên, sau khi vào bầu khí quyển sao Hỏa, các nỗ lực liên lạc với tàu thăm dò đã thất bại.

### Thiết kế tàu vũ trụ
Tàu vũ trụ rộng 3,6 mét và cao 1,06 mét với chân và các mảng năng lượng mặt trời được triển khai đầy đủ. Cơ sở được xây dựng chủ yếu với sàn tổ ong bằng nhôm, tấm epoxy tổng hợp graphit tạo thành cạnh và ba chân nhôm. Trong quá trình hạ cánh, các chân phải triển khai từ vị trí được xếp bằng lò xo nén và hấp thụ lực của hạ cánh bằng các tổ ong bằng nhôm có thể nghiền nát trong mỗi chân. Trên boong tàu đổ bộ, một lồng lồng Faraday nhiệt nhỏ đặt máy tính, điện tử phân phối điện và pin, điện tử viễn thông và các thành phần ống dẫn nhiệt vòng bơm mao dẫn (LHP), duy trì nhiệt độ có thể hoạt động. Mỗi thành phần này bao gồm các đơn vị dự phòng trong trường hợp thiết bị có thể bị hỏng hóc.